# Кробя (гмина)
Кробя (пол. Krobia) — гмина (волость) в Польше, входит как административная единица в Гостыньский повет, Великопольское воеводство. Население — 12 801 человек (на 2004 год).
В северной части гмины живут представители субэтнической группы поляков — бискупяне.

## Сельские округа
1. Буковница
2. Хументки
3. Хвалково
4. Чолково
5. Домахово
6. Гоголево
7. Грабяново
8. Кажец
9. Кучина
10. Кучинка
11. Непарт
12. Пияновице
13. Посадово
14. Потажица
15. Пшиборово
16. Пудлишки
17. Рогово
18. Стара-Кробя
19. Сулковице
20. Вымыслово
21. Землин
22. Жыхлево
23. Дембина
24. Флёрынки

## Соседние гмины
1. Гмина Гостынь
2. Гмина Мейска-Гурка
3. Гмина Пемпово
4. Гмина Пяски
5. Гмина Понец